# Scottish Third Division 2002/03
Die Scottish Football League Third Division wurde 2002/03 zum insgesamt neunten Mal unter diesem Namen ausgetragen. Es war zudem die neunte Austragung der Third Division als nur noch vierthöchste schottische Liga. In der vierthöchsten Fußball-Spielklasse der Herren in Schottland traten in der Saison 2002/03 10 Klubs in insgesamt 36 Spieltagen gegeneinander an. Jedes Team spielte jeweils viermal gegen jedes andere Team. Bei Punktgleichheit zählte die Tordifferenz.
Die Meisterschaft gewann Greenock Morton, das sich gleichzeitig zusammen mit dem Tabellenzweiten FC East Fife, die Teilnahme an der Second Division-Saison 2003/04 sicherte. Torschützenkönig mit 23 Treffern wurde Alex Williams von Greenock Morton.

## Vereine
| Verein                | Stadt      | Stadion           |
| --------------------- | ---------- | ----------------- |
| Albion Rovers         | Coatbridge | Cliftonhill       |
| FC East Fife          | Methil     | Bayview Stadium   |
| FC East Stirlingshire | Falkirk    | Firs Park         |
| Elgin City            | Elgin      | Borough Briggs    |
| Greenock Morton       | Greenock   | Cappielow Park    |
| FC Gretna             | Gretna     | Raydale Park      |
| FC Montrose           | Montrose   | Links Park        |
| FC Peterhead          | Peterhead  | Balmoor Stadium   |
| FC Queen’s Park       | Glasgow    | Hampden Park      |
| Stirling Albion       | Stirling   | Forthbank Stadium |

## Statistiken

### Abschlusstabelle
| Pl. | Verein                | Sp. | S  | U  | N  | Tore    | Diff. | Punkte |
| --- | --------------------- | --- | -- | -- | -- | ------- | ----- | ------ |
| 1.  | Greenock Morton (A)   | 36  | 21 | 9  | 6  | 067:330 | +34   | 72     |
| 2.  | FC East Fife          | 36  | 20 | 11 | 5  | 073:370 | +36   | 71     |
| 3.  | Albion Rovers         | 36  | 20 | 10 | 6  | 062:360 | +26   | 70     |
| 4.  | FC Peterhead          | 36  | 20 | 8  | 8  | 076:370 | +39   | 68     |
| 5.  | Stirling Albion       | 36  | 15 | 11 | 10 | 050:440 | +6    | 56     |
| 6.  | FC Gretna (N 1)       | 36  | 11 | 12 | 13 | 050:500 | ±0    | 45     |
| 7.  | FC Montrose           | 36  | 7  | 12 | 17 | 035:610 | −26   | 33     |
| 8.  | FC Queen’s Park       | 36  | 7  | 11 | 18 | 039:510 | −12   | 32     |
| 9.  | Elgin City            | 36  | 5  | 13 | 18 | 033:630 | −30   | 28     |
| 10. | FC East Stirlingshire | 36  | 2  | 7  | 27 | 032:105 | −73   | 13     |

Platzierungskriterien: 1. Punkte – 2. Tordifferenz – 3. geschossene Tore – 4. Direkter Vergleich (Punkte, Tordifferenz, geschossene Tore)
| Saison 2002/03 |

| Zum Saisonende 2001/02 |                                                |
| (A)                    | Absteiger aus der Second Division              |
| (N)                    | Neuaufsteiger aus der Highland Football League |